# 盧霍韋 (瓦西里基夫卡市鎮)
48°4′56″N 36°4′36″E / 48.08222°N 36.07667°E
盧霍韋（烏克蘭語：Лугове），是烏克蘭中部第聶伯羅彼得羅夫斯克州錫內利尼科韋區瓦西里基夫卡市镇的村落。處於沃夫恰河左岸，距離奧霍特尼切0.5公里，2001年人口44。